# Salo Flohr
Salo Flohr (Horodenka, 21 novembre 1908 – Mosca, 18 luglio 1983) è stato uno scacchista cecoslovacco.
Salomon Mikhailovich Flohr è stato il più noto scacchista cecoslovacco e successivamente Grande Maestro sovietico; è stato uno dei più forti scacchisti degli anni trenta, sebbene non arrivò mai a competere per il campionato del mondo. Fu anche autore di testi sull'argomento e arbitro internazionale.

## La gioventù
Nacque da una famiglia di religione ebraica di Horodenka, nella Galizia Orientale, una regione che, allora appartenente all'impero austro-ungarico, fu successivamente polacca, sovietica (con il trattato di Potsdam del 1945) e oggi ucraina.
Dopo aver perso i genitori nel corso della prima guerra mondiale, Salo Flohr fuggì con il fratello in Cecoslovacchia, stabilendosi a Praga, dove divenne un noto giocatore di scacchi che giocava a soldi in molti caffè della città.

## I successi
Vinse il torneo Kautsky Memorial di Praga nel 1928 e 1929 e fece il suo debutto internazionale al torneo Rogaška Slatina, in Slovenia, arrivando secondo dietro ad Akiba Rubinstein. Lavorò anche come giornalista di scacchi, a partire dal torneo di Berlino del 1928 dove riuscì anche a guadagnare denaro vincendo a scacchi per scommessa. La sua abilità di gioco raggiunse l'apice negli anni Trenta, quando divenne uno dei giocatori più forti del circuito e un possibile contendente al titolo di campione del mondo di scacchi.
Divenne campione di Cecoslovacchia nel 1933 e 1936 e giocò in molti tornei d'Europa, generalmente piazzandosi tra i primi posti della classifica: notevoli furono i successi a Bad Sliac nel 1932 (primo alla pari con Milan Vidmar), Scheveningen nel 1933, Bad Liebenwerda nel 1934 (9,5 punti su 11), Barcellona nel 1935 (primo alla pari con George Koltanowski), Mosca nel 1935 (primo alla pari col futuro campione del mondo Michail Botvinnik), Poděbrady nel 1936 (con 10 vittorie, 6 patte e una sconfitta), e Kemeri nel 1937, dove primeggiò con Vladimir Petrov e Samuel Reshevsky.
Ottimi risultati conseguì anche a Berna nel 1932 (secondo alla pari con 11,5/15, dietro solo al campione del mondo Aleksandr Alechin), 
Zurigo 1934 (secondo alla pari con 12/15, di nuovo dietro ad Alechin) e Pärnu 1937 (secondo dietro a Paul Felix Schmidt). Ottenne diversi successi in Inghilterra: vinse il torneo di Hastings nel 1931/32, 1932/33 e nel 1933/34 (alla pari con Max Euwe) e nel 1934/35 (alla pari con George Thomas); nel torneo di Margate del 1936 superò anche José Raúl Capablanca.
Partecipò a cinque Olimpiadi degli scacchi, vincendo due medaglie d'oro, una d'argento e una di bronzo, vincendo nel complesso 60 degli 82 incontri. Negli scontri individuali pareggiò con Euwe, che nel 1935 sarebbe diventato campione del mondo, nel 1932 (+3 =10 -3) e pareggiò con Botvinnik nel 1933 (+2 =8 -2). Flohr sconfisse Gösta Stoltz per 5,5-2,5 nel 1931 e, un anno dopo, seppur di misura sconfisse Mir Sultan Khan, nel 1932 e 1933 campione britannico, per 3,5-2,5. Flohr sconfisse anche Johannes van den Bosch a L'Aia nel 1932 per 6-2. 
Nel 1933, vinse due match in Svizzera, il primo contro Oskar Naegeli per 4-2 a Berna, e il secondo per 4,5-1,5 contro Henri Grob ad Arosa.

## La crisi dello sfidante ufficiale
Flohr si sposò nel 1935. Nel 1937 la FIDE lo designò come sfidante ufficiale al titolo di campione del mondo contro Aleksandr Alechin, ma la crisi conseguente ai primi segnali della seconda guerra mondiale fecero cadere il progetto.
L'anno seguente Flohr fu uno degli otto partecipanti al torneo AVRO, che si tenne nel novembre del 1938 in Olanda, finendo all'ultimo posto: questo mise fine alle sue speranze di poter lottare per il primato mondiale. Sebbene questo torneo sia stato uno dei più forti di sempre, il risultato di Flohr potrebbe essere stato condizionato dall'occupazione tedesca della Cecoslovacchia, che metteva Flohr, in quanto ebreo, in grave pericolo di vita insieme alla sua famiglia.
Egli infatti rimase in Olanda fino alla prima metà del 1939, giocando in molte piccole manifestazioni; successivamente fuggì con la famiglia prima in Svezia e poi, con l'aiuto dell'amico Botvinnik, a Mosca. Mentre si trovava in Svezia primeggiò a Göteborg con Rudolf Spielmann con 10/11.

## Cittadino sovietico
Raggiunta Mosca, e quindi la salvezza, Flohr ricominciò a dare il meglio di sé. Vinse a Kemeri nel 1939 con l'ottimo punteggio di 12/15, e si aggiudicò nel 1939 il torneo di Leningrado / Mosca con 12/17, fu secondo alla pari a Margate nel 1939 con 6,5/9 dietro solo a Paul Keres, 
e giunse secondo pari merito anche a Bournemouth nel 1939 con 8,5/11, dietro solo a Euwe.
Nel periodo 1940-1942 non partecipò a nessun evento ufficiale in Russia; nel 1942 divenne cittadino sovietico, e iniziò la sua carriera di autore 
e giornalista specializzato scrivendo in molti quotidiani.
Flohr nel 1943 vinse a Baku e l'anno successivo si aggiudicò il torneo di Kiev alla pari con Aleksej Sokol'skij; nel dopoguerra partecipò a due tornei dei candidati nel 1948, e agli interzonali di Saltsjöbaden (finendo sesto= e nel 1950 a Budapest fornendo una prova opaca.
Successivamente si dedicò al giornalismo e ad organizzare eventi scacchistici; giocò ancora sporadicamente in incontri ad alto livello sia in Unione Sovietica che all'estero con qualche successo fino al 1960. Nel 1963 fu nominato arbitro internazionale.
Salo Flohr morì a Mosca il 18 luglio del 1983.

## Riconoscimenti ed eredità
Flohr è stato il più grande scacchista ceco e quasi invincibile alle Olimpiadi di scacchi del 1930; era dotato di grande abilità sia strategica che tattica e di una eccellente tecnica nei finali di gioco.
La FIDE lo onorò col titolo di Grande maestro nel 1950. Introdusse delle "Varianti Flohr" nella difesa Caro-Kann, nella partita spagnola, nella partita inglese e nella difesa Grünfeld. La variante Flohr-Zajcev nella Partita Spagnola Chiusa (1.e4 e5 2.Cf3 Cc6 3.Ab5 a6 4.Aa4 Cf6 5.0-0 Ae7 6.Te1 b5 7.Ab3 d6 8.c3 0-0 9.h3 Ab7 10.d4 Te8) fu usata nel 1980 con successo dal campione del mondo Anatolij Karpov. Fu uno dei principali teorici della difesa Caro-Kann, che era snobbata e poco conosciuta fino a che Flohr non l'introdusse negli anni venti.
Giocando col Bianco preferiva le varianti chiuse e da giovane si dimostrò micidiale col gambetto di Donna. Flohr non aprì quasi mai con 1.e4.
La seconda guerra mondiale spense le sue speranze di lottare per il primato mondiale.
Lo stress di essere per la seconda volta nella sua vita un esule lasciò un solco profondo nel suo animo: divenne un giocatore cauto e tendente alla patta, atteggiamento che gli fu contestato anche duramente. Nel dopoguerra il suo gioco fu superato dall'aggressività e dai nuovi impianti di gioco dell'emergente generazione di giocatori sovietici.
Il sito chessmetrics.com lo colloca tra i primi 20 nel periodo dal 1930 al 1950 e al secondo posto nell'anno 1935 con 2680 punti Elo. È corretto far notare però che Alechin gli fu sempre superiore negli incontri diretti: nei 12 scontri che avvennero tra di loro, Flohr subì 5 sconfitte e pareggiò 7 volte.